# Die Brüder (Indie-Band)
Die Brüder sind eine Indie-Band aus Österreich, die von 1984 bis 1992 aktiv war und mit nachdenklichen Texten gitarrenlastige, melodiöse Musik im Stile des gerade entstehenden Indie-Rock machte. Sie wurden als „Gratwanderer zwischen Underground und Austropop“, auch als Anti-Austropopper, „die sich den [...] Austro-Pop-Ritualen verweigert“ haben, bezeichnet. 2017 nahm die Band ihre Arbeit an Produktionen und Remasterings wieder auf, brachte 2020 – nach 30 Jahren – ein neues Album mit bislang unveröffentlichtem Material heraus und gab ein Abschiedskonzert. Seither wurden die ersten beiden Alben remastered und per Streamingdiensten publiziert sowie weitere Neuveröffentlichungen vorbereitet.

## Bandmitglieder
| Butschek, Gernot         | Schlagzeug, Produktion, 1985–1988                                       | Album 1   |
| Brumec, Eléne (Willi)    | Keyboard, Gitarre, Komposition, Arrangement, Produktion, 1985–2020      | Alben 1–4 |
| Karobath, Gerrit         | Bass, 1985–1989                                                         | Alben 1–2 |
| Pribyl, Gernot           | Schlagzeug, Gitarre, 1988–2020                                          | Alben 2–4 |
| Wadauer, Volker          | Bass, Komposition, 1989–2020                                            | Alben 3–4 |
| Wörister, Boris          | Gitarre, Gesang, Komposition, Texte, Arrangement, Produktion, 1985–2020 | Alben 1–4 |
| Wörister, Marc (M. Punc) | Gesang, 1985–2020                                                       | Alben 1–4 |

## Geschichte
Die Band „Die Brüder“ wurde 1984 von fünf Freunden aus dem Gymnasium Mödling gegründet. Das Verwandtschaftsverhältnis der beiden Brüder Boris Wörister (Gitarre, Komposition, Texte, Arrangements) und des um fünf Jahre jüngeren Marc „Punc“ Wörister (Gesang) war eine Motivation für den Bandnamen, die Namenstradition der Neuen-Deutschen-Welle-Bands eine andere (deutsche Namen wie Blümchen Blau, Grauzone, Geier Sturzflug).

Nach einem Eintrag im Lexikon der österreichischen Popmusik war es Ö3-Musikbox Redakteur Werner Geier, der die Band entdeckte und förderte. Geier, der an einem Abend 1985 im Wiener U4 als DJ Platten aufgelegt hatte, wurde von einem Gast nach Hause gefahren. Musikredakteurin Sabine Nikolay schildert die nächsten Ereignisse so: 
„Im Autoradio lief eine Demo-Kassette der Brüder - und Geier schwatzte sie dem Fahrer ab. Bereits am nächsten Tag lief ein Demo-Song der Brüder in der Musicbox. Kurz darauf fand ein erstes ausverkauftes Konzert statt, viele weitere folgten. 1987 erschien die erste LP.“
Die Band war eine der ersten im deutschen Sprachraum, die den Indie-Sound aufnahmen und ihn mit ernst-melacholischen Texten weiter entwickelten. Das Debütalbum Trying to Remember How to Forget aus dem Jahre 1987 war ein Überraschungserfolg. Es folgte 1988 Time is the Killer, das auch kritisch zur Vergangenheitsbewältigung (Zeit der Waldheim-Affäre) Stellung nahm (Titel: One Minute Silence, zur Schweigeminute zum 50-jährigen Memorial der Reichspogromnacht). Nach Touren in Österreich, Deutschland, Belgien und im ehemaligen Ostblock sowie Auftritten in London war das 3. Album Different Kind of Truth der vorläufige Schlusspunkt. Die Brüder eröffneten, u. a. im Innsbrucker Bergisel-Stadion für The Cure (Mai 1990) sowie im BA-Zelt/Wr. Donaupark für Iggy Pop (Februar 1991) und spielten bei den Wiener Festwochen 1988.
Nach fünf Jahren stellte die Band ihre Aktivitäten weitgehend ein, denn die Brüder Wörister übersiedelten in die USA. In Los Angeles gab es ein letztes Konzert für beinahe 30 Jahre, danach wurden lediglich die Fanbase und die Verkäufe weiter betreut.
Auf Anregung des Bassisten der Erstbesetzung, Gerrit Karobath, wurden dann 2017 bis Ende 2019 unveröffentlichte Songs gesichtet und teilweise in Studios in Los Angeles nachproduziert. Daraus entstand 2020 das jüngste Album, Drifters, das schließlich am 31. Jänner 2020 anlässlich eines „fulminanten - angeblich - allerletzten“ Konzerts im Wiener Chelsea präsentiert wurde. Dabei übernahm der in Österreich lebende irische Singer-Songwriter Shane O' Fearghail den Gesang für den verhinderten Marc Wörister.
2022 und 2024 produzierte die Band Wiederveröffentlichungen („Remastered“) und veröffentlichten die ersten beiden Alben, Trying To Remember How To Forget, Time Is The Killer sowie Drifters auf allen Streamingdiensten. Die Veröffentlichung des dritten Albums, Different Kind Of Truth als „remastered version“ wird mit Stand 2024 gerade vorbereitet.

## Selbstverständnis
Die Band wollte einen Hauch von großer, weiter Welt versprühen, ohne ihre lokalen Wurzeln zu verneinen. Die Idee war „ein deutscher Name mit englischen Texten“, ohne deren „österreichische Wurzeln zu verleugnen“. Standard-Redakteur Karl Fluch beschreibt den Stil als „aus dem Punk kommend aber auf traditionellem Songwriting aufbauend“. Er vergleicht Die Brüder mit den frühen R.E.M., The Go-Betweens oder The Smiths. Die Brüder bauten auch auf der Neuen Deutschen Welle im Wiener Kolorit, z. B. Falco auf. Laut Aussage von Bassist Karobath war deren Idee ein Gegengewicht zum damals sehr populären Austropop. Ein englisches Popbewusstsein mit tiefgründigen Texten führt Boris Wörister 2020 als Philosophie der Band an. Um maximale Kontrolle zu haben, auch was die Produktion betraf, gründete die Band ihr eigenes Indie-Label One MillionRec., vereinbarte Vertriebe und nahm ihre Alben und Singles privat finanziert, auch unter Aufnahme von Krediten, auf. Das erste Album, weitere Singles sowie Teile des zweiten Albums wurden unter Vermittlung der Bollock Brothers in den Londoner Greenhouse Studios eingespielt. Weitere Stationen der diversen Plattenproduktionen waren unter anderen das Studio im Wiener Konzerthaus, die Powersound Studios sowie diverse Studios in Los Angeles (remastering).

## Rezeption
Die Band war für eine Alternativband ab 1987, dem Jahr als mit Hüsker Dü die erste Indie-Band bei einem Major-Label (Warner) unterschrieb, sehr früh und umfassend erfolgreich, besonders im österreichischen Kontext. Der Erfolg spiegelt sich im kleineren österreichischen Markt weniger in Verkaufszahlen als in den Musikkritiken und Liveauftritten wider. Dies gilt insbesondere für die selbstfinanzierten, wahrlich „independent“ Alben der Band, deren ersten beide Alben ursprünglich jeweils nur ca. 5000 Stück absetzten. Das erste Konzert, nach der Entdeckung durch Geier, wurde hingegen von 800 Leuten besucht. Auch ist der es Band gelungen bis 1988 von Insider-Magazinen wie SPEX, Sounds oder Musicbox über Tageszeitungen wie Kurier, Presse, Wiener Zeitung, bis hin zur Boulevardkönigin Kronen Zeitung, die Kritiker zu begeistern. Spätestens ab diesem Zeitpunkt waren, wie Karl Fluch schreibt, Die Brüder „für viele die damals beste heimische Band“. Seit ihrem letzten Konzert 1992 in Los Angeles vor der langen Pause gelten Die Brüder als jene heimische Band, die nur weiter machen hätte müssen; als die Band, die die praktischen Probleme der Entfernung Wien -- Los Angeles in den frühen 1990ern unterschätzte, denn eine Trennung war nie geplant. Martin Blumenau von FM4 nannte sie 2007, „die erste österreichische Popband modernen Zuschnitts“, und fährt fort: „Sie hießen Die Brüder, hatten eine Lebensdauer von 1985 bis 90 und waren eine Vorstudie für das, was sich heute noch auf der Suche nach dem perfekten Popsong befindet, waren Indie und Alternative, ehe es diese Begriffe noch gab.“
Als erste österreichische Musiker spielte die Band im Londoner Marquee Club. Ihr erstes und zweites Album nahmen sie 1987 und 1988 in London auf, auf Einladung der Bollock Brothers. Sie hatten der Band, deren Instrumente im österreichischen Zoll steckten, kurzerhand ihre eigenen für deren Auftritt im U4 geliehen.

## Diskografie
- 1987: Trying to Remember How to Forget (Album, LP/Streaming)
- 1987: All Those Years (Single)
- 1988: Your Face Is a City (Single)
- 1988: I Care Too Much (4-Track-EP)
- 1988: I Care Too Much (Single)
- 1988: Time Is the Killer (Album, LP/CD/Streaming)
- 1989: Breach of Faith (Single)
- 1989: Time Is the Killer (Single)
- 1989: Different Kind of Truth (Album, MC/LP/CD/Streaming)
- 2020: Drifters (Album, CD/Streaming)